# Het fopaas
Het fopaas (Engelse titel: The Martian Way and Other Stories) is een sciencefictionverhalenbundel uit 1973 van de Amerikaanse schrijver Isaac Asimov.

## Korte verhalen
1. De diepte (The Deep, 1952)
2. Het fopaas (Sucker Bait, 1954)
3. Jeugd (Youth, 1952)
4. Op z'n Martiaans (The Martian Way, 1952)